# El hombre de acero
El hombre de acero (en inglés, Man of Steel) es una película británico-estadounidense de superhéroes de 2013 basada en el personaje Superman de DC Comics. Producida por Warner Bros. Pictures, Legendary Pictures, DC Entertainment, Syncopy y Peters Entertainment, y distribuida por Warner Bros. Pictures, es la primera entrega del Universo extendido de DC (DCEU). La película está dirigida por Zack Snyder, escrita por David S. Goyer, y protagonizada por Henry Cavill, Amy Adams, Michael Shannon, Kevin Costner, Diane Lane, Laurence Fishburne, Antje Traue, Ayelet Zurer, Christopher Meloni y Russell Crowe. El hombre de acero es un reinicio de las películas de Superman que retrata la historia del origen del personaje. En la película, Clark Kent se entera de que es un alienígena con superpoderes procedente del planeta Krypton. Como Superman, asume el papel de protector de la raza humana, tomando la decisión de enfrentarse al general Zod y evitar que destruya la humanidad.
El desarrollo comenzó en 2008 cuando Warner Bros. aceptó propuestas de escritores de cómics, guionistas y directores, y decidió reiniciar la franquicia. En 2009, una sentencia judicial hizo que la familia de Jerry Siegel recuperara los derechos de autor de los orígenes de Superman. La decisión estableció que Warner Bros. no debía a las familias derechos de autor adicionales por películas anteriores, pero que si no comenzaban la producción de una película de Superman antes de 2011, los herederos de Shuster y Siegel podrían demandar por ingresos perdidos de una película no producida. El productor Christopher Nolan propuso la idea de Goyer después de discutir la historia de The Dark Knight Rises, y contrataron a Snyder como director en octubre de 2010. La fotografía principal comenzó en agosto de 2011 en West Chicago, Illinois, antes de trasladarse a Vancouver y Plano, Illinois.
El hombre de acero se estrenó en el Alice Tully Hall de Nueva York el 10 de junio de 2013 y se estrenó en los Estados Unidos el 14 de junio de 2013, en 2D, 3D e IMAX. La película recibió críticas mixtas; los críticos alabaron las secuencias de acción, los efectos visuales y la banda sonora de Hans Zimmer, pero criticaron su ritmo, el tono demasiado oscuro y la falta de desarrollo de los personajes. El público tuvo una respuesta mixta hacia la interpretación de Cavill como Superman. La película recaudó más de $668 millones de dólares en todo el mundo, lo que la colocó como la novena más taquillera de 2013. El 25 de marzo de 2016, se estrenó una continuación titulada Batman v Superman: Dawn of Justice.

## Argumento
Debido a la sobreexplotación del núcleo, el planeta Krypton está siendo condenado a su inminente aniquilación debido a este acto imprudente por parte de los habitantes del planeta. Por otro lado Jor-El, un asesor principal del consejo supremo de Krypton, les recomienda que se le otorgue el control total del codex genético para poder preservar a la especie Kryptoniana y evitar la extinción de la misma. Pero antes de que el consejo pueda tomar una medida, un grupo de soldados dirigidos por el General Zod, un viejo amigo de Jor-El, inician un golpe de Estado y arrestan a los consejeros de Krypton por ser los responsables de llevar a su planeta natal hasta la ruina total en la que está actualmente. Al darse cuenta de que Krypton está condenado a su destrucción, Jor-El decide robarse el codex genético, un roca especial que contiene todo el material genético de cada habitante de Krypton por nacer, el cual es buscado por Zod y sus soldados, para utilizarlo en un malvado propósito. Rápidamente, Jor-El infunde en el ADN de su hijo, Kal-El, el primer niño kryptoniano nacido de forma natural en siglos con el Codex genético y de esta forma ocultarlo de las garras del General Zod y sus subordinados. Sin embargo, Zod se entera de este plan y asalta la base de Jor-El en un intento por recuperar el Codex y comienza un enfrentamiento con Jor-El y trata de convencer a Lara Lor-Van que aborte el lanzamiento de la nave, pero ésta se niega a abortar el lanzamiento y activa la secuencia de despegue de la nave. No conforme con esto, el malvado Zod asesina a Jor-El a traición, pero a pesar de ello este logró permitir que su hijo escape en la nave espacial que este y Lara habían preparado, en ese momento Zod le exige saber a Lara a donde envió a su hijo, pero esta última le responde a Zod en tono desafiante diciendo: "Su nombre es Kal, hijo de El y está fuera de tu alcance", no conforme con este asunto, Zod le ordena a sus tropas derribar la nave de Kal-El antes de que esta escape del planeta, sin embargo el Consejo de Krypton se aparece en el lugar y arrestan tanto al General Zod como a sus subordinados por el golpe de Estado que estos perpetraron. Poco después Zod y sus subordinados son llevados a juicio y condenados a ser desterrados a la Zona Fantasma tras ser declarados culpables de traición, pero antes de ser congelados y desterrados a la Zona Fantasma, Zod en sus últimas palabras le recrimina a todos los consejeros de Krypton que sus decisiones condenaran al planeta y su gente y que muy pronto se arrepentirán de todo esto, también le menciona a Lara en tono amenazante que si esta última cree que su hijo Kal-El esta a salvo en el espacio exterior, está muy equivocada, ya algún día lo encontrará y recuperará el códex que ella y Jor-El le arrebataron. Posterior a estas declaraciones, Zod y sus subordinados son rápidamente congelados en cápsulas y transportados a una nave kryptoniana, para luego ser enviados en un portal a la Zona Fantasma, para que todos estos paguen por sus crímenes cometidos. Un tiempo después, el planeta Krypton es condenado a su inminente destrucción, pero antes de morir en la inminente explosión, Lara en sus últimas palabras le pide a su hijo Kal-El crear un mejor mundo que Krypton y momentos después el planeta entero explota en mil pedazos.
Por otro lado y siguiendo las coordenadas programadas por Jor-El y Lara, la nave de Kal-El se estrella en el planeta Tierra, conjuntamente en el pueblo de Smallville en el estado de Kansas, donde una pareja de granjeros terrícolas y sin hijos llamados Jonathan y Martha Kent, encuentran al pequeño Kal-El en la nave y lo crían como su propio hijo, donde también deciden nombrarlo como Clark. Con el tiempo, el pequeño niño kryptoniano crece y se convierte en un joven bastante reservado y aislado al comenzar a desarrollar y manifestar sus poderes sobrehumanos e intenta mantenerlos ocultos a los demás niños de su escuela, ya que Clark podría correr el riesgo de la gente del planeta Tierra lo tacharan de fenómeno. Durante esos años y en un viaje escolar, el autobús de su escuela sufre un accidente en la carretera y cae por un puente hacia un río, donde sus compañeros y el conductor del autobús se quedan atrapados y a punto de ahogarse, sin embargo Clark se ve forzado a usar sus poderes, para sacar el vehículo del agua y rescatar a sus compañeros de una muerte segura, lo que a su vez provoca que estos se queden asombrados y perplejos de las habilidades del chico. A raíz de este incidente, Jonathan le explica a Clark sus verdaderos orígenes y que éste último no pertenece al planeta Tierra, también lo insta a mantener ocultos sus poderes, ya que la gente de la Tierra no estaba preparada para conocer sus habilidades y que un día cuando llegue el momento lo aceptaran. Un tiempo después y estando casi en una etapa de adulto joven, Clark y su la familia es sorprendida por un peligroso tornado en medio de la carretera y se ven obligados a buscar refugio, mientras Clark consigue poner a salvo a su madre Martha debajo de un puente, Jonathan por otro lado intenta rescatar al perro de la familia, el cual se había quedado atrapado en el auto. Finalmente, Jonathan consigue hacer que perro se ponga a salvo con el resto de la familia, pero desafortunadamente éste se fractura el tobillo izquierdo y queda incapacitado de moverse, en eso Clark trata de ir a ayudarlo con sus poderes, pero Jonathan por su parte le pide a Clark que se abstenga de rescatarlo, ya que eso podría ocasionar que los poderes de Clark se revelaran antes de tiempo ante el mundo y sabe que el mismo aun no preparado para ello. Luego y ante la impotente mirada de su hijo, Jonathan muere al ser alcanzado por el tornado, dejando a Clark agobiado por la culpa de no poder hacer nada para ayudarlo, a raíz de esto y buscando un nuevo propósito en su vida, Clark se marcha para viajar por el mundo durante varios años bajo diferentes alias y empieza a tener el estilo de vida de un nómada.
La reportera del Daily Planet, Lois Lane, recibe el encargo de investigar el descubrimiento de una nave exploradora kryptoniana en el Ártico canadiense. Tras conseguir trabajo en el lugar del descubrimiento, Clark entra en la nave y activa su ordenador central utilizando una llave dejada por Jor-El, lo que le permite comunicarse con una inteligencia artificial modelada según su padre. La I.A. le explica que Clark fue enviado a la Tierra para guiar a su gente y le regala un uniforme kryptoniano con el símbolo de su familia. Mientras sigue a Clark, Lane activa inadvertidamente el sistema de seguridad de la nave. Kent utiliza sus poderes para rescatarla antes de ponerse el uniforme y probar sus habilidades de vuelo. Incapaz de convencer al supervisor Perry White de que publique un artículo sobre el incidente, Lois Lane sigue la pista de Clark hasta su casa familiar en Kansas, con la intención de encontrar la verdad. Intenta persuadirlo para que le deje revelar su historia, pero decide dejarlo después de escuchar sobre el sacrificio de Jonathan Kent, y mantiene la identidad de Clark Kent a salvo.
Escapando de la Zona Fantasma, Zod y su equipo interceptan una transmisión de la nave exploradora y viajan a la Tierra. Deduciendo que Kal-El está cerca, emiten una onda global exigiendo que se rinda o se arriesgue a una guerra. Clark al ver esto recurre al párroco de Smallville para pedirle consejo, confesándole su identidad y presintiendo que Zod no es fiable, a lo que el cura le responde a veces le toca dar un salto de fe. Sin revelar su identidad y vistiendo el uniforme kryptoniano, Clark se reúne con las Fuerzas Aéreas de los Estados Unidos y accede a rendirse, uniéndose Lois a él como rehén. Zod revela que posee varios dispositivos de terraformación, el más grande llamado World Engine, que rescató de puestos de avanzada kryptonianos, que pretende utilizar para transformar la Tierra en un nuevo Krypton. Su oficial científico, Jax-Ur, extrae información de los genes de Clark para crear colonos kryptonianos que aniquilarán a la humanidad y construirán una sociedad basada en los ideales de pureza genética de Zod.
Utilizando la I.A. de Jor-El para tomar el control de la nave, Clark y Lois huyen y advierten al ejército estadounidense del plan de Zod, lo que da lugar a un explosivo enfrentamiento entre Clark y las tropas del General, justo cuando este ordena una invasión. Zod despliega el World Engine desde la nave kryptoniana, que aterriza en el Océano Índico y comienza a disparar un rayo a través del planeta hacia la nave, dañando gravemente la ciudad de Metrópolis e iniciando la estrategia de terraformación. Clark destruye el World Engine mientras los militares lanzan un ataque suicida, enviando a las tropas de Zod de vuelta a la Zona Fantasma. Con la nave destruida y la única esperanza de renacimiento de Krypton perdida, Zod jura destruir la Tierra y sus habitantes por venganza. Los dos kryptonianos se enzarzan en una gran batalla a través de Metrópolis, que concluye cuando Clark se ve obligado a matar a Zod mientras ataca a una familia acorralada en una estación de tren.
Clark adopta una identidad pública separada con el nombre militar en clave «Superman» y convence al gobierno para que le deje actuar de forma independiente, siempre que no se vuelva contra la humanidad. Para poder acceder a situaciones peligrosas sin llamar la atención, mantiene de forma encubierta su identidad civil y acepta un trabajo como reportero independiente para el Daily Planet.

## Elenco

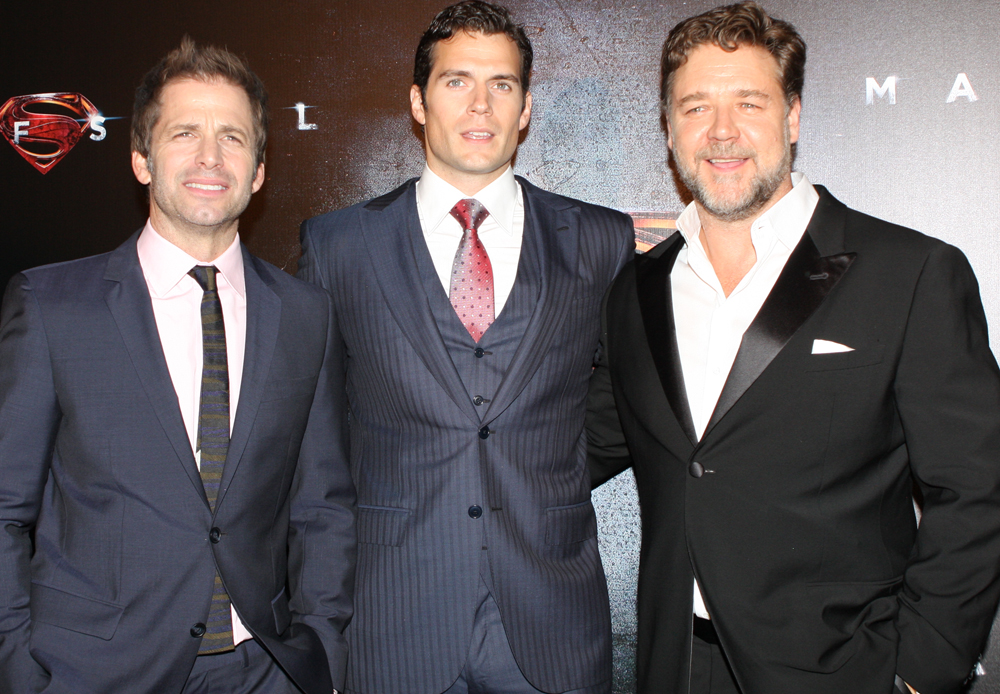
De izquierda a derecha: el director Zack Snyder con los actores Henry Cavill y Russell Crowe, en el estreno mundial de El hombre de acero en Sídney, Australia, 2013.

- Henry Cavill como Kal-El / Clark Kent / Superman:

Un kryptoniano enviado por sus padres a la Tierra cuando era un bebé para escapar de la destrucción de su planeta natal, Krypton, y criado bajo la guía mental de granjeros en Smallville (Kansas), hasta que se inspira en el mensaje holográfico de su difunto padre para convertirse en el mayor protector de la Tierra. Cavill es el primer actor no estadounidense que interpreta al personaje. Lo eligieron anteriormente para el papel en Superman: Flyby, pero archivaron el proyecto. También lo consideraron para el papel en la película de 2006 Superman Returns,aunque Brandon Routh obtuvo el papel. Cavill declaró: «Hay una historia muy real detrás del personaje de Superman». Explicó que el objetivo de todos ha sido explorar las dificultades a las que se enfrenta su personaje como resultado de tener múltiples identidades, incluyendo su nombre de nacimiento, Kal-El, y su alter ego, Clark Kent. Cavill también declaró que «está solo y no hay nadie como él», refiriéndose a las vulnerabilidades de Superman. «Eso debe ser increíblemente aterrador y solitario, no saber quién o qué eres, y tratar de encontrar lo que tiene sentido. ¿Cuál es tu punto de referencia? ¿En qué te basas? ¿Dónde trazas un límite con el poder que tienes? En sí mismo, es una debilidad increíble». En una entrevista concedida a la revista Total Film, Cavill declaró que había consumido casi 5 000 calorías al día, entrenaba más de dos horas diarias y consumía proteínas para ganar masa muscular. También consideraron a Tyler Hoechlin (quien más tarde interpretaría al personaje en el Arrowverso y Superman & Lois), Matthew Goode, Armie Hammer, Jamie Dornan, Joe Manganiello y Colin O'Donoghue para el papel. Más tarde, eligieron a Manganiello como Deathstroke en la Liga de la Justicia. Cavill mencionó que se inspiró en cuatro cómics para interpretar a Superman: The Death of Superman, The Return of Superman, Superman: Red Son y Superman/Batman: The Search for Kryptonite. Eligieron a Cooper Timberline para interpretar a Clark a los 9 años y a Dylan Sprayberry para hacerlo a los 13 años.
- Amy Adams como Lois Lane:[19][20]

Una reportera del periódico Daily Planet y el interés amoroso de Clark. Seleccionaron a Adams de una lista de actrices que incluía a  Zoe Saldaña, Olivia Wilde y Mila Kunis. «Hubo una gran y gigantesca búsqueda de Lois», dijo Snyder. «Para nosotros, era algo grande y, obviamente, un papel realmente importante. Hicimos muchas audiciones, pero tuvimos esta reunión con Amy Adams y después de eso simplemente sentí que era perfecta para ello». Adams hizo tres audiciones para el papel: una para la película no producida Superman: Flyby y la segunda para Superman Returns antes de conseguir el papel actual. Confirmaron a Adams para interpretar a Lois en marzo de 2011. Al anunciar el papel, Snyder dijo en un comunicado: «Estamos encantados de anunciar el castin de Amy Adams, una de las actrices más versátiles y respetadas del cine actual. Amy tiene el talento para capturar todas las cualidades que nos gustan de Lois: inteligente, dura, divertida, cálida, ambiciosa y, por supuesto, hermosa». Sobre la interpretación de Lois, Adams declaró que la película la presentaría como una «mujer independiente y luchadora... pero situada en un mundo más identificable». Adams dijo que «se ha convertido en una periodista más libre, alguien a quien le gusta ser práctica. La naturaleza del negocio periodístico ha cambiado mucho. Hay mucha más presión».
- Michael Shannon como el General Zod:[28]

Un general kryptoniano con los mismos superpoderes que Superman, empeñado en transformar la Tierra en un nuevo Krypton bajo su reinado. Viggo Mortensen y Daniel Day-Lewis también fueron considerados para el papel. Snyder declaró: «Zod no solo es uno de los enemigos más formidables de Superman, sino uno de los más significativos porque tiene una visión de Superman que los demás no tienen. Michael es un actor poderoso que puede proyectar tanto la inteligencia como la malicia del personaje, lo que lo hace perfecto para el papel». Cuando se le preguntó a Goyer por qué se eligió a Zod como villano, declaró: «En la forma en que (Christopher) Nolan y yo siempre hemos abordado las películas nunca dices: ‹Oye, ¿qué villano sería genial para esta película?› Primero empiezas con la historia. ¿Qué tipo de historia? ¿Qué tipo de tema quieres contar? Así que trabajamos en eso. Entonces, normalmente el villano se hace obvio en términos de quién va a ser el antagonista apropiado para ello. Cuando vean la película, el único villano que podríamos haber usado era Zod y los kryptonianos. Es decir, cuando ves toda la historia, nada más habría tenido sentido».
- Kevin Costner como Jonathan Kent:

El padre adoptivo de Clark. Snyder explicó que la razón por la que eligió a la pareja en pantalla es únicamente por el realismo: «Creo que de lo que te das cuenta cuando miras a Diane y Kevin, en nuestra decisión de elegirlos hasta ahora, es que te haces una idea de cómo estamos enfocando la película desde el punto de vista del tono, y de lo que te das cuenta es que esos chicos son actores serios, y nos estamos tomando esta película muy en serio en términos del tono de tenerlos. Estamos hablando de una situación en la que, sea cual sea la acción o el drama de la película, nuestra primera prioridad es asegurarnos de que se represente de la forma más realista posible».
- Diane Lane como Martha Kent:

La madre adoptiva de Clark. Lane fue la primera miembro del elenco en unirse a la película después de Cavill. «Esta fue una pieza de castin muy importante para mí porque Martha Kent es la mujer cuyos valores ayudaron a dar forma al hombre que conocemos como Superman», dijo Snyder en el comunicado. «Estamos encantados de tener a Diane en el papel porque puede transmitir la sabiduría y la maravilla de una mujer cuyo hijo tiene poderes más allá de su imaginación».
- Laurence Fishburne como Perry White:

El redactor jefe del Daily Planet y jefe de Lois Lane. Fishburne es el primer afroestadounidense que interpreta a Perry White en una película de acción real. Fishburne declaró que modeló su personaje a partir de Ed Bradley, afirmando que «mi inspiración es realmente el difunto Ed Bradley, que fue corresponsal de 60 Minutes de CBS durante muchos años... El legendario Ed Bradley fue un amigo, mentor y modelo a seguir para mí, sobre todo porque trabajaba en el periodismo, y era el tipo de persona que andaba con reyes, pero tenía el toque común. Y por eso fue mi inspiración para Perry».
- Russell Crowe como Jor-El:

Un científico kryptoniano que es el padre biológico de Kal-El. Sean Penn y Clive Owen también fueron considerados para el papel. Crowe incorpora cómo su propia paternidad influyó en su lectura del guion para interpretar a Jor-El, declarando que «... fue una de esas cosas en las que eso me conectaba. Esa es la cuestión a la que se enfrenta Jor-El, esa es la situación en la que se encuentra». Crowe también comenta su preparación para la película afirmando que: «Cuando firmé... bueno, uno, no me di cuenta de que iba a llevar Spandex, porque sabes que ese es el traje de Superman, no me di cuenta de que también tendría que meterme en él», dijo Crowe. «Pero, tampoco me di cuenta del tipo de organizador que es Zack Snyder, porque esto era realmente una preparación de la vieja escuela. Es una especie de preparación al nivel de David Lean, y lo aprecié mucho. Estuve en la película durante tres meses y medio o cuatro antes de ponerme delante de la cámara».
- Antje Traue como Faora-Ul:

El subcomandante del general Zod, a quien le es completamente devota y leal, y comandante del ejército kryptoniano. A Gal Gadot se le ofreció el papel, pero lo rechazó porque estaba embarazada en ese momento; esto le permitió ser elegida posteriormente como la Mujer Maravilla en la secuela de la película. Sobre el papel de Faora, Traue dijo en una entrevista: «Lo que me gustaba de ella era que, como mujer, tenemos ciertas dudas y a veces pensamos demasiado en nosotras mismas, y todas esas cosas no están ahí para Faora. Es una guerrera de raza. Así que centrarse realmente en ese aspecto, en que el miedo es una reacción química y que fue eliminado de ella y no lo tiene, es liberador cuando realmente piensas en ello. Es una mente de una sola vía, no hay filtro, no hay doble sentido. Recibe órdenes y las responde a sin rechistar».
- Ayelet Zurer como Lara Lor-Van:

La madre biológica de Kal-El y esposa leal de Jor-El. Julia Ormond había sido anunciada previamente como parte del elenco, pero se retiró. Connie Nielsen estaba en negociaciones para el papel antes de que Zurer fuera elegida. Posteriormente, Nielsen interpretó a la Reina Hipólita en Wonder Woman.
- Christopher Meloni como el Coronel Nathan Hardy:[43][44]

Un oficial de las Fuerzas Aéreas de los Estados Unidos, con el código de llamada «Guardián», asignado al Comando Norte de Estados Unidos.
Además, Harry Lennix interpreta al teniente general Calvin Swanwick, un oficial general del Ejército de los Estados Unidos y el comandante adjunto del Comando Norte de Estados Unidos. Christina Wren interpreta a la capitana Carrie Ferris, oficial de las Fuerzas Aéreas de los Estados Unidos y ayudante del general Swanwick. Richard Schiff interpreta al Emil Hamilton, un científico que trabaja con las Fuerzas Armadas de los Estados Unidos para DARPA. Carla Gugino hace la voz de Kelor, el robot de servicio de la I.A. kryptoniana. Mackenzie Gray interpreta a Jax-Ur, un científico kryptoniano que es uno de los seguidores del general Zod. Michael Kelly interpreta a Steve Lombard, un empleado del Daily Planet, y Rebecca Buller a Jenny Jurwich, una becaria del Daily Planet. Jadin Gould, Rowen Kahn y Jack Foley interpretan, respectivamente, a Lana Lang, Kenny Braverman y Pete Ross, compañeros de Clark Kent en el instituto. Joseph Cranford interpreta a Ross como adulto. Richard Cetrone, Samantha Jo, Revard Dufresne y Apollonia Vanova interpretan, respectivamente, a Tor-An, Car-Vex, Dev-Em II y Nadira, soldados kryptonianos que siguen al general Zod.

## Producción

### Desarrollo
En junio de 2008, Warner Bros. aceptó propuestas de escritores de cómics, guionistas y directores sobre cómo reiniciar con éxito la serie de películas de Superman. Los escritores de cómics Grant Morrison, Mark Waid, Geoff Johns y Brad Meltzer fueron algunos de los que propusieron sus ideas para el reinicio. «Les dije que no era tan malo. Simplemente tratad Superman Returns como el Hulk de Ang Lee», dijo Morrison. «The Incredible Hulk ha demostrado que el público te perdonará y te dejará rehacer la franquicia», dijo Waid. La idea de Morrison era similar a su trabajo en All-Star Superman, mientras que la de Waid era similar a Superman: Birthright. Mark Millar, en colaboración con el director Matthew Vaughn, también planeó una trilogía de ocho horas de Superman, cada una de las cuales se estrenaría con un año de diferencia, similar a El Señor de los Anillos. Millar la comparó con la trilogía de El padrino, en la que se relataría toda la vida de Superman, desde sus primeros días en Krypton, en los que el pequeño Kal-El es testigo de la incansable lucha de su padre por salvar el planeta, hasta el final en el que Superman pierde sus poderes cuando el Sol empieza a convertirse en una supernova. Según Millar, Vaughn sugirió a su actor de Stardust, Charlie Cox, como un Superman inspirado en la Edad de oro «cuando era un poco más una persona normal».
Warner Bros. propuso un reinicio de las de películas en agosto de 2008. El ejecutivo del estudio, Jeff Robinov, planeaba estrenar la película en 2010 o 2011, explicando que «Superman Returns no funcionó de la manera que queríamos. No posicionó al personaje de la forma en que debía ser posicionado. Si hubiera funcionado en 2006, habríamos tenido una película para la Navidad de este año o 2009. Ahora el plan es simplemente reintroducir a Superman sin tener en cuenta una película de Batman y Superman en absoluto». Paul Levitz declaró en una entrevista que Batman es la clave del reinicio de Superman, añadió: «Todo el mundo está esperando que Nolan firme para otro Batman, una vez que eso ocurra, la fecha de estreno de Superman y todos los demás proyectos futuros le seguirán». En febrero de 2009, Joseph McGinty Nichol, que anteriormente tenía previsto dirigir Superman: Flyby, expresó su interés en volver a la franquicia de Superman. En agosto de 2009, se produjo una sentencia judicial en la que la familia de Jerry Siegel recuperó el 50 % de los derechos de los orígenes de Superman y la parte de Siegel de los derechos de autor de Action Comics n.º 1. Además, un juez dictaminó que Warner Bros. no debía a las familias derechos adicionales de las películas anteriores. Sin embargo, si no se iniciaba la producción de una película de Superman antes de 2011, los herederos de Siegel habrían podido demandar por los ingresos perdidos en una película no producida.
La trama de El hombre de acero emplea una narrativa no lineal y cuenta partes de la historia en analepses. Durante las discusiones sobre la historia de The Dark Knight Rises en 2008, David S. Goyer le contó a Christopher Nolan su idea sobre cómo presentar a Superman en un contexto moderno. Impresionado por el concepto de Goyer, Nolan presentó la idea al estudio, que contrató a Nolan como productor y a Goyer como guionista basándose en el éxito financiero y crítico de The Dark Knight. Nolan admiró el trabajo de Bryan Singer en Superman Returns por su conexión con la versión de Richard Donner, y declaró: «Mucha gente ha abordado a Superman de muchas maneras diferentes. Yo solo conozco la forma que nos ha funcionado, que es lo que sé hacer», haciendo hincapié en la idea de que Batman existe en un mundo en el que es el único superhéroe y un enfoque similar en El hombre de acero aseguraría la integridad necesaria para la película. «Cada uno sirve a la lógica interna de la historia. No tienen nada que ver la una con la otra». Nolan, sin embargo, aclaró que la nueva película no tendría ninguna relación con las anteriores.
Robinov habló con Entertainment Weekly y permitió echar un vistazo al muro de secretismo que rodeaba sus planes para DC Comics: «Está estableciendo el tono de lo que van a ser las películas en el futuro. En eso, es definitivamente un primer paso». Los planes incluían que la película contenga referencias a la existencia de otros superhéroes, aludiendo a la posibilidad de un nuevo Universo DC, y marcando el tono de un universo ficticio compartido de personajes de DC Comics en el cine. Guillermo del Toro, con quien Goyer trabajó en Blade II, rechazó el puesto de director en el reinicio debido a su compromiso con la adaptación cinematográfica de En las montañas de la locura, mientras que también se habló con Robert Zemeckis. Ben Affleck (que acabaría interpretando a Bruce Wayne / Batman en la secuela de la película), Darren Aronofsky, Duncan Jones, Jonathan Liebesman, Matt Reeves y Tony Scott fueron considerados como posibles directores, antes de que se contratara a Zack Snyder en octubre de 2010. El castin comenzó el noviembre siguiente. Snyder confirmó referencias a Booster Gold y Batman en la película, indicando su presencia en el universo cinematográfico compartido de DC. Cuando Zod destruye un satélite, las palabras «Wayne Enterprises» aparecen en este.
El guion gráfico de la película fue creado por el artista filipino estadounidense Jay Oliva, siendo su primer proyecto de acción real, junto con Snyder. Oliva ha citado las series japonesas de anime Dragon Ball Z y Tetsuwan Birdy como inspiración para las escenas de batalla épica de la película. Durante la lluvia de ideas de la misma, Oliva planteó una idea como «algo que nunca he visto en el cine estadounidense de acción real y solo en el anime».

### Filmación
La fotografía principal comenzó el 1 de agosto de 2011, en un parque industrial cerca del aeropuerto DuPage, bajo el nombre en clave de «Autumn Frost». Zack Snyder se mostró reacio a filmar la película en 3D, debido a las limitaciones técnicas del formato, y en su lugar optó por hacerla en dos dimensiones y convertirla en 3D en la posproducción, para un lanzamiento en 2D, 3D e IMAX 3D. Snyder también optó por filmar en 35 mm en lugar de digitalmente, porque consideraba que así sería «una gran experiencia cinematográfica». El cinematógrafo Amir Mokri filmó la película con cámaras Panavision Panaflex Millennium XL2 y lentes C-Series anamórficas. Se esperaba que la filmación durara entre dos y tres meses. La producción tuvo lugar en Plano, Illinois, del 22 al 29 de agosto. Según una entrevista con Michael Shannon, la filmación continuaría hasta febrero de 2012.
El hombre de acero se filmó en zonas de Chicago, California y en Mammoth Studios en Burnaby, que se transformó en el planeta natal de Superman, Krypton, y en una miríada de aviones extraterrestres. Los terrenos del metro en la costa norte de Vancouver acogieron la filmación del dramático rescate de la plataforma petrolífera que presenta al público a Superman. Ucluelet y Nanaimo (Columbia Británica) ocupan un lugar destacado en la primera hora de la película: la niebla invernal y el mar embravecido se hacen pasar por Alaska en la película. La filmación tuvo lugar en el Chicago Loop del 7 al 17 de septiembre. La producción en Vancouver tuvo lugar del 21 de septiembre de 2011 al 20 de enero de 2012 para celebrar el 60.º aniversario de cumpleaños del fallecido Christopher Reeve, que fue el primer actor que interpretó a Superman en el cine. La filmación en Chicago fue un proyecto de unidad, lo que significa que incluyó numerosas tomas de establecimiento así como planos recurso y podría no incluir necesariamente a los miembros principales del elenco.

### Diseño
El hombre de acero presenta un traje de Superman rediseñado por James Acheson y Michael Wilkinson. El traje conserva la combinación de colores y el logotipo de la «S», pero adopta tonos más oscuros y, en particular, no presenta el bañador rojo que suele llevar Superman. Zack Snyder dijo que el traje tiene «una estética moderna». Él y los productores intentaron idear un traje con el bañador rojo, pero no pudieron diseñar uno que encajara en el tono de la película, lo que los llevó a eliminarlo. Debido a la falta de disponibilidad de Wilkinson, Snyder eligió a Acheson para diseñar el traje; sin embargo, solo empezó a desarrollarlo, y Wilkinson lo terminó cuando regresó, y diseñó también los trajes de los demás personajes. Debido al considerable peso que supondría un traje práctico, la armadura kryptoniana del General Zod se construyó mediante CGI para permitir a Shannon «libertad de movimientos». En una entrevista de marzo de 2014 con Esquire, Wilkinson explicó el motivo del aspecto del traje rediseñado de Superman:

Muchos de los esfuerzos que hicimos en la película fueron para explicar por qué el traje tiene el aspecto que tiene. No queríamos que fuera una decisión aleatoria y ornamental. Empezamos la película en el planeta Krypton, de donde procede el traje, y nos esforzamos por mostrar que encaja en la cultura. Toda la gente que se ve en Krypton lleva este traje de cota de malla, con los mismos detalles que el traje de Superman. Todos llevan el escudo de su familia en el pecho. Los detalles de la cota de malla y la bota son compartidos por todos los diferentes personajes que conocemos en Krypton. Así, cuando vemos a Superman con su traje, entendemos por qué tiene el aspecto que tiene.

### Efectos
John «DJ» Desjardin fue el supervisor visual de El hombre de acero, con Weta Digital, Moving Picture Company y Double Negative encargándose de los efectos visuales. Zack Snyder quería que la película «pareciera muy natural porque hay cosas muy fantásticas y quería que la gente suspendiera su incredulidad, y nosotros, el equipo de efectos visuales, teníamos que ponérselo lo más fácil posible». Desjardin señaló que la intención al filmar la película era utilizar dispositivos de mano para que se sintiera como con un «estilo documental». «Tuvimos que pensar en lo que eso significaría, ya que también teníamos que fotografiar una acción alocada», dijo Desjardin. «Así que para muchas de las previsualizaciones que hicimos, empezamos a pensar dónde estaban nuestras cámaras y dónde estaba nuestro camarógrafo. Muchas de las reglas para las cámaras espaciales son las de Battlestar Galactica que Gary Hurtzel [sic] desarrolló para esa miniserie, en la que queremos asegurarnos de que si estamos trasladando la cámara tenga sentido. A menos que la acción sea exagerada, como al final, cuando Superman está golpeando a Zod, donde tuvimos que romper un poco».
Para el primer acto de la película, que tiene lugar en el planeta Krypton, Weta Digital colocó entornos planetarios de aspecto alienígena y criaturas, una tecnología que los cineastas llamaron «geometría líquida». El supervisor de efectos visuales de Weta Digital, Dan Lemmon, explicó que «se trata de un montón de esferas de plata que están suspendidas a través de un campo magnético, y la máquina es capaz de controlar ese campo magnético para que la colección de las esferas se comporte casi como píxeles tridimensionales, y puedan crear una superficie que flote en el aire y describa lo que sea que se supone que estás viendo». Las esferas de la pantalla, que de cerca parecerían pirámides con un ligero bisel, se diseñaron para crear una superficie del objeto a representar dentro de una figura «tipo consola».
En el aspecto del modelado y la animación de la geometría líquida, Goodwin explicó: «Tuvimos que desarrollar un conducto para introducir los bienes, así que en lugar de pasar por la ruta de reducir el recuento de polígonos a algo utilizable, lo que haríamos sería tomar el modelo de la forma que fuera y simplemente dispersar puntos discretos en él, y extraer la matriz en la animación y copiar estos puntos en la matriz y hacer que estos puntos dispersos se comporten de la forma en que lo haría el modelo». Después de la animación, los artistas duplicaron las esferas en la geometría animada para una versión de iluminación presimulada para obtener la aprobación de cómo se leería el objeto. A continuación, se ejecutaban los simulacros «en todos los objetivos, que serían esferas discretas que flotarían sobre la superficie y que tendrían su propio conjunto de parámetros», explica Goodwin. «El tamaño de las esferas o la turbulencia que se arrastraba por la superficie, actualizando constantemente la orientación, se basaba en la normal proporcionada por la superficie. Eso se guardaba en el disco y utilizábamos esa simulación como objetivo final de la simulación». Tras el proceso de simulación, Weta Digital pasó cada esfera por un filtro temporal para eliminar la inestabilidad y controlar el ruido. Las soluciones de iluminación funcionaron directamente en el estudio de grabación. Weta utilizó RenderMan para aprovechar el trazado de rayos mejorado y la instanciación de objetos.
Las secuencias en las que Superman utiliza escenas de lucha cuerpo a cuerpo con los demás kryptonianos resultaron ser un gran reto para los cineastas y el equipo de efectos visuales. Desjardin explicó: «Cuando hacemos estas peleas y cosas hiperrealistas, no queremos hacer lo tradicional: ‹Bueno, soy un camarógrafo, estoy filmando una toma limpia, voy a hacer un paneo aquí para seguir la acción que todavía no está ahí, pero pondremos la acción más tarde›. Porque somos nosotros los que animamos los personajes a la cámara. Así que hacíamos esa animación con los personajes, agarrándose, dando puñetazos o volando, y llevábamos a los tipos reales hasta el punto en que debían hacer eso y cortábamos. Luego poníamos una cámara de entorno y filmábamos el mismo. Y luego una cámara de referencia de los actores y filmábamos cada momento. Así que teníamos un conjunto de imágenes fijas de alta resolución para el entorno y los personajes. Luego, en posproducción, tomamos los digidobles y los animamos según las velocidades a las que queríamos que se movieran en nuestro entorno digital».
Moving Picture Company se encargó de los efectos visuales de la secuencia del «encuentro de Smallville». Antes de proporcionar los efectos visuales, las tomas fueron previsualizadas para la coreografía de lucha. Después de las previsualizaciones, las partes de acción real de la escena se filmaban en pequeños trozos. «Si, por ejemplo, Superman recibía un puñetazo y aterrizaba a 50 metros de distancia, filmábamos la posición inicial y la posición final, y luego cubríamos ese hueco con tomas generadas por computadora», explica Guillaume Rocheron, supervisor de efectos visuales de Moving Picture Company. A continuación, un equipo de cámara obtenía los fotogramas clave del actor coreografiado. «Se trata de un equipo de seis cámaras fijas construidas sobre una plataforma para utilizarlas al final de un montaje y obtener imágenes fijas de los fotogramas clave de una actuación o expresión», explica Desjardin, «y luego podemos utilizar esas imágenes fijas de alta resolución para proyectarlas sobre el doble generado por computadora y conseguir una iluminación de transición y un color realmente precisos, directamente desde el estudio».
En el estudio de grabación, se utilizó un soporte de cámara para capturar el entorno de las secuencias. Bautizada como «cámara entorno», el equipo de efectos visuales montaba una Canon EOS 5D y un cabezal nodal motorizado, lo que permitía al equipo capturar el entorno en un ángulo de 360 grados con una resolución de 55K para cada toma, el proceso duraba aproximadamente de dos a cuatro minutos. La captura del decorado dio lugar a una iluminación y texturas que podían reproyectarse en geometría. Los dobles digitales en pantalla completa fueron un componente importante para las secuencias de lucha. También se añadieron armaduras digitales, junto con cascos kryptonianos basados en energía. Se realizaron ciberescaneos y codificaciones faciales con los actores, y se tomaron fotos de referencia polarizadas y no polarizadas. La capa y el traje de Superman se escanearon con gran detalle; la capa, en particular, se convirtió en una extensión directa de las acciones de Superman.
Double Negative se encargó de los efectos visuales de las secuencias que implican la terraformación de la ciudad Metrópolis. Para construir una Metrópolis que pareciera convincente y realista, Double Negative utilizó CityEngine de Esri para ayudar a crear la ciudad de forma procedimental. «Ese era un rol basado mucho más en la ciencia ficción», dijo el supervisor de efectos visuales de Double Negative, Ged Wright, «así que tomamos lo que ellos habían hecho y lo ampliamos mucho. El trabajo que hacíamos se basaba en los centros de Nueva York, Los Ángeles y Chicago y eso nos daba los volúmenes de los edificios para las alturas. Revestíamos esos volúmenes, pero la mayor parte tenía que caerse. Así que tuvimos que prepararlo para la destrucción y utilizarlo también para otros aspectos de la obra».
Para la destrucción de los edificios, el estudio reescribió su propio sistema de instrumentos para centrarse en sus eventos dinámicos. El software Bullet fue un componente de gran impacto para la utilización de la destrucción. «Queríamos ser capaces de ejecutar un evento y desencadenar otros secundarios, ya sea vidrio o simulaciones de polvo, todas esas cosas necesitaban ser encadenadas y manejadas de una manera procedimental», dijo Wright. «Una de las ventajas de esto era que, como todo se basaba en un número limitado de componentes de entrada, puedes asegurarte de que se modelan de forma que sean utilizables en los efectos: puedes modelar algo pero será otra etapa para amañar su destrucción». Las herramientas de estimulación de fuego, humo y agua se desarrollaron en el estudio de Double Negative. El mismo realizó una transición entre el software de renderizado de volumen propio existente y el renderizado en Mantra para elementos como las simulaciones de bolas de fuego. Double Negative también utilizó la herramienta interna de fluidos «Squirt» para manejar simulaciones de mayor escala e interacción para volúmenes y partículas más acopladas. En cuanto a la batalla entre Superman y Zod, Double Negative implementó fotografía real en sus dobles digitales.

### Música
Hans Zimmer inicialmente negó los rumores populares de que iba a componer la banda sonora de la película. Sin embargo, en junio de 2012, se confirmó que Zimmer, de hecho, lo haría después de todo. Para distinguir completamente El hombre de acero de las películas anteriores, no se utilizó el icónico «Superman March» de John Williams. La banda sonora de Zimmer para El hombre de acero se hizo pública el 11 de junio de 2013. El 19 de abril de 2013, se publicó una parte no oficial de la partitura musical del tercer tráiler, titulado «An Ideal of Hope», que se confirmó como una versión recortada del tema «What Are You Going to Do When You Are Not Saving the World?». A finales de abril de 2013, se reveló la lista de canciones oficial de la edición de lujo de dos CD.

## Temas
Muchos críticos interpretaron El hombre de acero como una alegoría religiosa, especialmente desde que Warner Bros. creó un sitio web que contiene «un panfleto de nueve páginas titulado Jesus: The Original Superhero (en español, Jesús: el superhéroe original)». Justin Craig compara la lucha de Kal-El con la Pasión de Cristo, afirmando que «Kal-El está más que dispuesto a sacrificarse para salvar a la gente de la Tierra. Originalmente reacio a revelar su identidad y sus poderes al mundo, Superman decide entregarse a Zod para salvar a la humanidad de la aniquilación». Craig también afirma que hay una alegoría a la Santísima Trinidad dentro de El hombre de acero: «Jor-El envía a Kal-El a la Tierra como un fantasma, guiando a su hijo superhéroe en ciernes en su viaje hacia la salvación. Antes de que Jor-El envíe a su hijo a la Tierra al estilo del bebé Moisés, le dice a su esposa que, como Jesús, ‹será un dios para ellos›». Paul Asay, de The Washington Post, escribió que «Superman flota en el espacio con los brazos extendidos como si estuviera clavado en una cruz invisible», un hecho que Craig también menciona en su valoración de la película. Clark Kent también tiene 33 años y busca «consejo en una iglesia». Escribiendo para The Huffington Post, Colin Liotta comparó a Zod con Adolf Hitler, citando: «Cree que su visión de un Krypton puro (es decir, una sociedad como la que Hitler imaginó con su programa de eugenesia) es la única respuesta para la supervivencia».

## Lanzamiento
El hombre de acero celebró un estreno en la alfombra roja en el Alice Tully Hall del Lincoln Center de Nueva York el 10 de junio de 2013, con la asistencia de los principales miembros del elenco. La película se estrenó el 14 de junio de 2013 en los Estados Unidos, en 2D, 3D e IMAX.

### Mercadotecnia
Warner Bros. y DC Comics obtuvieron los derechos del nombre de dominio manofsteel.com, utilizado por un miembro del público, para su uso en el sitio web oficial de la película. El 20 de noviembre de 2012, con motivo del lanzamiento del DVD y Blu-ray de The Dark Knight Rises, Warner Bros. lanzó una cuenta atrás en el sitio web de la película en la que los fanáticos podían compartir la cuenta atrás en sitios web como Facebook o Twitter para desbloquear una «recompensa exclusiva». El 3 de diciembre de 2012, se reveló que la «recompensa exclusiva» era el póster oficial de El hombre de acero. El mismo, que muestra a Superman siendo arrestado, generó una respuesta positiva y mucha especulación sobre la historia de la película. El 10 de diciembre de 2012, apareció un sitio web en dsrwproject.com que proporcionaba señales de audio para ser descifradas por los espectadores. Se descubrió que estaba relacionado con la película debido a los derechos de autor del sitio web. El 11 de diciembre de 2012, el mensaje descifrado llevaba a los lectores a otro sitio web con una cuenta atrás que conducía al lanzamiento público del tráiler. En previsión de la película, Mattel dio a conocer una línea de juguetes que incluía figuras de acción de Movie Masters. Además, Lego lanzó tres conjuntos de El hombre de acero, inspirados en escenas de la película; Rubie's Costume Co. también lanzó una línea de disfraces y accesorios inspirados en El hombre de acero, tanto para niños como para adultos. Se estima que la película ha recaudado más de USD 160 millones gracias a los productos licenciados.
Las campañas de mercadotecnia viral de la película comenzaron cuando el sitio web oficial fue sustituido por «ondas de radio del espacio profundo». El mensaje fue descifrado para revelar una voz que decía «No estás solo». El sitio oficial siguió actualizándose con nuevos archivos estáticos que revelaban poco a poco el símbolo del villano de la película, el General Zod. Poco después, el sitio web fue sustituido por un «mensaje» de Zod, que pedía que la Tierra debía entregar a Kal-El a su custodia y le decía que se rindiera en 24 horas o el mundo sufriría las consecuencias. Se lanzó un sitio viral llamado «IWillFindHim.com» que mostraba una cuenta atrás para el tercer tráiler.
Warner Bros. contrató a la empresa de mercadotecnia cristiana Grace Hill Media para que ayudara a difundir los temas cristianos de la película entre los grupos demográficos religiosos. Se crearon tráileres especiales en los que se destacaban los tonos religiosos, debido a que los estudios de Hollywood suelen comercializar películas para grupos religiosos y culturales específicos. Warner Bros. comercializó anteriormente películas como Un sueño posible, The Notebook, The Book of Eli y la serie Harry Potter a grupos religiosos. Warner Bros. también pidió al profesor Craig Detweiler, de la Universidad Pepperdine, que «creara un esquema de sermón, centrado en Superman, para pastores titulado Jesus: The Original Superhero». Al respecto, Paul Asay, de The Washington Post, escribió que «los temas religiosos siguen apareciendo: el libre albedrío. El sacrificio. El propósito dado por Dios. El hombre de acero no es solo una película. Es un estudio bíblico en una capa. Los mensajes son tan fuertes que sus comercializadores la han estado [sic] impulsando explícitamente para el público cristiano».

### Versión doméstica
El hombre de acero fue lanzada como un DVD de un solo disco (solo el largometraje), en DVD de dos discos con características adicionales, y los respectivos paquetes conjunto de Blu-ray y Blu-ray 3D el 12 de noviembre de 2013, y en Reino Unido el 2 de diciembre de 2013. Hasta enero de 2019, El hombre de acero ha vendido más de 2 millones de DVD junto con un estimado de 3 millones de discos Blu-ray para un total de USD 44 millones y USD 76 millones, respectivamente, para un total de USD 120.6 millones en ventas. La película se lanzó posteriormente en formato Blu-ray Ultra HD 4K el 19 de julio de 2016. En mayo del 2020, fue lanzada en Estados Unidos en la plataforma HBO Max, como parte de su lanzamiento en Estados Unidos. En Latinoamérica, fue lanzada en junio de 2021, también como parte del lanzamiento de HBO Max en Latinoamérica.

## Recepción

### Taquilla
El hombre de acero recaudó USD 291 millones en Estados Unidos y Canadá y USD 377 millones en otros territorios, para un total mundial de USD 668 millones, lo que la convierte en la película en solitario de Superman más taquillera de la historia, y en el segundo reinicio más taquillero de todos los tiempos, por detrás de The Amazing Spider-Man (aunque superó a esta en Norteamérica). Deadline Hollywood calculó que el beneficio neto de la película fue de USD 42 millones, si se tienen en cuenta todos los gastos e ingresos, lo que la convierte en el noveno estreno más rentable de 2013. La película obtuvo USD 116 millones en su fin de semana de estreno, incluyendo 17 millones procedentes de los cines IMAX. El hombre de acero obtuvo otros USD 111 millones por las ventas de DVD y Bluray.
El hombre de acero ganó USD 12 millones con el programa de proyecciones de jueves por la noche de Walmart y otros USD 9 millones con las proyecciones de medianoche. Esto marcó la tercera apertura más alta de Warner Bros. en la noche/medianoche y el mayor estreno en la noche/medianoche para una película no secuela. El hombre de acero obtuvo finalmente USD 44 millones durante su estreno el viernes (incluyendo las recaudaciones de medianoche) y USD 56 millones si se incluyen las proyecciones del jueves por la noche. La recaudación del día de estreno fue la segunda más alta para una película que no sea una secuela y la vigésima más grande en general. Su recaudación en el fin de semana de apertura, de USD 116 millones, fue la tercera más alta de 2013, por detrás de Iron Man 3 (USD 174 millones) y Los juegos del hambre: en llamas (USD 158 millones), y la tercera más alta entre las no secuelas, detrás de The Avengers (USD 207 millones) y Los juegos del hambre (USD 152 millones). También batió el récord de Toy Story 3 (USD 110 millones) en cuanto a estreno de fin de semana más alto en junio (el récord volvió a ser batido dos años después por la recaudación inicial de Jurassic World, USD 208 millones). Sin embargo, en su segundo fin de semana, la taquilla cayó casi un 65 %, 68 % si se incluye la recaudación del jueves por la noche, lo que la situó en tercer lugar, por detrás de Monsters University y Guerra mundial Z. Box Office Mojo lo calificó de «caída anormalmente grande», cercana al descenso del segundo fin de semana de Linterna Verde.
El hombre de acero ganó USD 73 millones en su fin de semana de estreno en 24 países, lo que incluye USD 4 millones en 79 cines IMAX, estableciendo un récord de fin de semana de estreno en junio para IMAX. La película estableció un récord de apertura en Filipinas con USD 1 millón. En el Reino Unido, Irlanda y Malta, la película obtuvo USD 5 millones en su día de estreno y USD 17 millones en su fin de semana de apertura. Su mayor estreno fuera de Estados Unidos fue en China, con USD 25 millones en cuatro días (de jueves a domingo). En cuanto a los ingresos totales, sus tres países más importantes después de Norteamérica fueron China (USD 63 millones), Reino Unido, Irlanda y Malta (USD 46 millones) y Australia (USD 22 millones).

### Respuesta crítica
En el agregador de reseñas Rotten Tomatoes, la película tiene un índice de aprobación del 56 %, basándose en 337 reseñas con una calificación media de 6,20/10. El consenso del sitio dice: «La estimulante acción y espectáculo de El hombre de acero no pueden superar del todo sus desvíos hacia el territorio del taquillazo genérico». En Metacritic recibió una puntuación ponderada de 55 sobre 100, basándose en 47 reseñas, lo que indica «críticas mixtas o promedio». En Norteamérica, las encuestas realizadas al público por CinemaScore obtuvieron una nota media de «A-» en una escala de A+ a F, y los menores de 18 años y mayores de 50 le dieron una «A». La actuación de Cavill como Superman obtuvo reseñas mixtas, con algunos críticos comentando la rigidez y falta de carisma percibida.
Richard Roeper, de Chicago Sun-Times, dijo que El hombre de acero no abarcaba ningún terreno nuevo con respecto a las películas de Superman y que, en cambio, «nos sumergimos de nuevo en una película en su mayor parte decepcionante, con personajes poco desarrollados y escenas de lucha sobrecargadas que se alargan y no ofrecen nada nuevo en cuanto a la creatividad de los efectos especiales». Ty Burr, de The Boston Globe, escribió: «Lo que falta en esta saga de Superman es una sensación de ligereza, de alegría». Ann Hornaday, de The Washington Post, afirmó que con «la turgente y sobreproducida partitura de Hans Zimmer», la película «es una experiencia visual excepcionalmente desagradable». Para Lisa Kennedy, de The Denver Post, el principal problema de El hombre de acero es el «ritmo y equilibrio en la narración y la dirección», que han dado lugar a una película que oscila «entre la exageración destructiva y las homilías de pies planos».
Kofi Outlaw, redactor jefe de Screen Rant, dio a El hombre de acero una reseña de 4 de 5 estrellas, afirmando que «Se ha ganado con creces su puesto, y merece ser LA película icónica de Superman para toda una nueva generación». A continuación, nombró a El hombre de acero como la mejor película de superhéroes de 2013. Jim Vejvoda, de IGN, calificó a El hombre de acero con un 9 de 10 y elogió las secuencias de acción y las actuaciones de Kevin Costner, Russell Crowe y Michael Shannon. La actuación de Antje Traue como Faora-Ul, la adversaria de Superman, especialmente en las escenas de batalla en Smallville, también ha sido elogiada. Peter Travers, de Rolling Stone, le dio 3 de 4 estrellas, diciendo: «Atrapada en la corriente de acción y angustia, El hombre de acero es un viaje lleno de baches. Pero no hay forma de quedarse ciego ante sus maravillas». Todd McCarthy, de The Hollywood Reporter, dijo que reiniciar la franquicia era innecesario, pero que la película era lo suficientemente segura y que la atención de Snyder a los detalles fue lo suficientemente cuidadosa como para que el público pudiera pasar por alto otro reinicio. El periodista de PopMatters, J.C. Maçek III, escribió: «El camino de este defectuoso salvador no es exactamente el que nos han hecho esperar y a muchos fanáticos les encantará eso y muchos otros criticarán sus decisiones divergentes del cómic. Por otra parte, salvo por el conocimiento de Lois Lane de la naturaleza dual de Clark y Superman (privando así de una de las mayores revelaciones de la ficción), el héroe que vemos en los momentos finales de El hombre de acero no es sino el personaje que Jerry Siegel y Joe Shuster crearon... con solo un poco más en la columna de ‹imperfecciones›». Steve Persall, de Tampa Bay Times, declaró que «El hombre de acero es algo más que un escapismo a medida de Avengers; es una introducción artística a un superhéroe cinematográfico que solo creíamos conocer». Richard Corliss, de la revista Time, dijo: «La película encuentra su verdadero y elevado equilibrio no cuando muestra los extraordinarios poderes de Kal-El, sino cuando dramatiza la turbulenta humanidad de Clark Kent. La parte súper de El hombre de acero está bien, pero la parte humana también es súper». En una reseña en la página web de Roger Ebert, Matt Zoller Seitz otorgó a la película tres de cuatro estrellas, calificándola de «película asombrosa» y alabando el conflicto entre Clark y Zod. Criticó la película por no tener más momentos personales e íntimos entre Clark Kent y Lois Lane. En 2014, Empire clasificó a El hombre de acero como la 286.º mejor película de la historia en su lista de «Las 301 mejores películas de todos los tiempos», según la votación de los lectores de la revista.
En declaraciones a Fox Business Channel, Grae Drake, editora jefe de Rotten Tomatoes, expresó su consternación por la recepción de la crítica, declarando: «Por mucho que ame y respete a nuestros críticos en Rotten Tomatoes, tengo que decir que estoy sorprendida. Escucha, la película no es perfecta, pero... Simplemente no puedo entenderlo. Fue una buena película, chicos».
La reacción a la película entre los creadores de cómics fue mixta. Entre los que la disfrutaron se encuentran Jeff Parker, Heidi MacDonald, Ethan Van Sciver, Christos Gage y el exguionista de Superman Dan Jurgens. Entre los detractores se encuentran Joe Keatinge, Sean McKeever, Gabriel Hardman y Mark Waid. MacDonald alabó la acción, el drama y los protagonistas Henry Cavill y Amy Adams. Van Sciver elogió especialmente a Cavill. Gage la calificó como la mejor película de Superman desde Superman II (1980). Hardman dijo que le gustó mucha de la mecánica pero que no conectó con los personajes, lo que restó tensión a la historia. Waid, que escribió la miniserie de origen Superman: Birthright, criticó la película por su tono general «sin alegría» y por la decisión de Superman de matar a Zod, una crítica de la que se hicieron eco otros creadores. El guionista Grant Morrison, autor de la aclamada miniserie All-Star Superman, expresó una reacción mixta a la película, afirmando que, aunque «más o menos le gustó y más o menos no», no presentaba nada nuevo, ya que habría preferido una historia tipo «segundo acto» con Lex Luthor en lugar de restablecer al personaje presentando información que Morrison ya conoce. Este también cuestionó la necesidad de que un superhéroe mate, al igual que el artista Neal Adams. Este último sugirió que existían otras alternativas para Superman cuando Zod amenazaba a personas inocentes con su visión de calor, como taparle los ojos. También criticó a Superman por no alejar la batalla de Metrópolis como hizo el personaje al final de Superman II. Jim Lee tuvo una opinión positiva: «Es épica. Tiene mucho corazón, pero una de las cosas que faltaba en la última película de Superman era la acción, y esta película la tiene en abundancia. Quiero decir que es un paseo visual emocionante. Es increíble. Se pueden ver todos los poderes de Superman, y en toda su gloria, y creo que la gente va a quedar impresionada».

### Reconocimientos
| Premiación                            | Fecha de la ceremonia   | Categoría                                                                           | Nominado(s)                                                                        | Resultado | Ref.            |
| ------------------------------------- | ----------------------- | ----------------------------------------------------------------------------------- | ---------------------------------------------------------------------------------- | --------- | --------------- |
| Premios Annie                         | 1 de febrero de 2014    | Mejores efectos animados en acción real                                             | Jonathan Paquin, Brian Goodwin, Gray Horsfield, Mathieu Chardonnet y Adrien Toupet | Nominados | [ 169 ]         |
| Premios British Academy Children      |                         | Mejor película                                                                      | El hombre de acero                                                                 | Nominada  | [ 170 ]         |
| Premios de la Crítica Cinematográfica | 16 de enero de 2014     | Mejor actor en una película de acción                                               | Henry Cavill                                                                       | Nominado  | [ 171 ]         |
| Premios Golden Trailer                | 17 de junio de 2013     | Mejor tráiler                                                                       | El hombre de acero                                                                 | Nominada  | [ 172 ]         |
| Premios Golden Trailer                | 17 de junio de 2013     | Mejor póster                                                                        | El hombre de acero                                                                 | Ganadora  | [ 172 ]         |
| Premios Golden Trailer                | 17 de junio de 2013     | Mejor póster avance                                                                 | El hombre de acero                                                                 | Nominada  | [ 172 ]         |
| Houston Film Critics Society          | 15 de diciembre de 2013 | Mejor banda sonora original                                                         | Hans Zimmer                                                                        | Nominado  | [ 173 ]         |
| Premios NewNowNext                    | 17 de junio de 2013     | Por atractivo                                                                       | Henry Cavill                                                                       | Nominado  | [ 174 ] [ 175 ] |
| Premios NewNowNext                    | 17 de junio de 2013     | La próxima película que hay que ver                                                 | El hombre de acero                                                                 | Ganadora  | [ 174 ] [ 175 ] |
| Premios MTV Movie                     | 13 de abril de 2014     | Mejor héroe                                                                         | Henry Cavill                                                                       | Ganador   | [ 176 ]         |
| Premios People's Choice               | 8 de enero de 2014      | Actriz de drama favorita                                                            | Amy Adams                                                                          | Nominada  | [ 177 ]         |
| Premios Saturn                        | 26 de junio de 2014     | Mejor adaptación de cómic a película                                                | El hombre de acero                                                                 | Nominada  | [ 178 ]         |
| Premios Saturn                        | 26 de junio de 2014     | Mejor interpretación de un actor joven                                              | Dylan Sprayberry                                                                   | Nominado  | [ 178 ]         |
| Premios Saturn                        | 26 de junio de 2014     | Mejores efectos especiales                                                          | Joe Letteri, John «DJ» Desjardin y Dan Lemmon                                      | Nominados | [ 178 ]         |
| Premios Teen Choice                   | 13 de agosto de 2013    | Mejor beso                                                                          | Henry Cavill y Amy Adams                                                           | Nominados | [ 179 ]         |
| Premios Teen Choice                   | 13 de agosto de 2013    | Mejor película de acción                                                            | El hombre de acero                                                                 | Nominada  | [ 179 ]         |
| Premios Teen Choice                   | 13 de agosto de 2013    | Mejor estrella masculina                                                            | Henry Cavill                                                                       | Nominado  | [ 179 ]         |
| Premios Teen Choice                   | 13 de agosto de 2013    | Mejor estrella femenina                                                             | Amy Adams                                                                          | Nominada  | [ 179 ]         |
| Visual Effects Society                | 12 de febrero de 2014   | Mejor cinematografía virtual en una película de acción real                         | Daniel Paulsson, Edmund Kolloen, Joel Prager y David Stripinis                     | Nominados | [ 180 ]         |
| Visual Effects Society                | 12 de febrero de 2014   | Mejores efectos especiales y animación de simulación en una película de acción real | Brian Goodwin, Gray Horsfield, Mathieu Chardonnet y Adrien Toupet                  | Nominados | [ 180 ]         |

## Futuro

### Universo extendido de DC
El éxito de El hombre de acero puso en marcha los planes de Warner Bros. de un universo cinematográfico con otros personajes de DC Comics. En junio de 2013, Goyer fue contratado para escribir la secuela de El hombre de acero, así como un guion de Liga de la Justicia, desechándose este último. En julio de 2013, Zack Snyder anunció en la Convención de Cómics de San Diego que la secuela de El hombre de acero haría que Superman y Batman se reunieran por primera vez. Cavill, Adams, Lane y Fishburne fueron contratados para retomar sus papeles. Snyder declaró que la película se inspiraría en el cómic The Dark Knight Returns. En agosto de 2013, se anunció que Ben Affleck interpretaría a Batman, mientras que Gal Gadot fue elegida como la Mujer Maravilla en diciembre de 2013. Más tarde, en diciembre, se contrató a Chris Terrio para reescribir el guion. En enero de 2014, se anunció que la película se había retrasado de su fecha de estreno original del 17 de julio de 2015 al 6 de mayo de 2016. En abril de 2014, se anunció que Snyder también dirigiría el guion de Liga de la Justicia de Goyer. En mayo de 2014, se reveló que el título de la película sería Batman v Superman: Dawn of Justice. Al parecer, en el mes de julio de 2014, Warner Bros. estaba solicitando a Terrio que reescribiera Liga de la Justicia después de haber quedado satisfecho con su reescritura de Batman v Superman: Dawn of Justice. Aunque el actor de Superman, Henry Cavill, no la considera una secuela de El hombre de acero, Snyder declaró que «piensa que, en cierto modo, Batman v Superman: Dawn of Justice es El hombre de acero 2».

### Secuela cancelada y reinicio
En agosto de 2016, TheWrap informó que Warner Bros. puso la película en desarrollo activo como una prioridad. La noticia de una película independiente de Superman fue confirmada posteriormente por Dany Garcia, representante de Cavill. Mientras promocionaba La llegada, Amy Adams confirmó que se había empezado a trabajar en el guion. En marzo de 2017, se anunció que Matthew Vaughn estaba siendo considerado por Warner Bros. para dirigir. En abril de 2018, se informó que Christopher McQuarrie estaba considerando la posibilidad de dirigir la película, pero posteriormente la abandonó. En mayo de 2019, Polygon informó que Vaughn ya no está en negociaciones para dirigir la secuela, y añadió que la misma iba a incluir algunas ideas que Vaughn y Mark Millar lanzaron inicialmente en 2008 para su propuesta de una trilogía de Superman, cuya primera película habría tenido lugar principalmente en Krypton. En julio de 2019, McQuarrie reveló que él y Cavill habían propuesto una película de Superman y otra de Linterna Verde al estudio, pero fueron rechazadas. En enero de 2020, James Gunn dijo que le ofrecieron dirigir una película de Superman, que rechazó para dirigir The Suicide Squad. Sin embargo, negó que la película fuera a ser una secuela de El hombre de acero.
En febrero de 2021, se informó de que Ta-Nehisi Coates había sido contratado para escribir el guion de una nueva película de Superman con J. J. Abrams como productor. Sin embargo, también se informó de que el casting para el papel de Superman aún no había comenzado, lo que implicaba que podría ser otro reinicio en su lugar. El propio Coates ha dicho que ser contratado para escribir fue «ser invitado al Universo extendido de DC» y «un honor», y describió a Superman como «el héroe mítico más icónico de Estados Unidos». Abrams y Coates quieren, al parecer, contratar a un actor negro para el papel principal, lo que ha llevado a The Hollywood Reporter a especular con la posibilidad de que el dúo busque introducir a Calvin Ellis o Val-Zod, personajes negros de los cómics de DC que han asumido el manto de Superman, y permitir que el Clark Kent de Cavill exista en una continuidad separada, similar a la forma en que Warner Bros. está manejando sus múltiples interpretaciones de Batman que existen al mismo tiempo.
Finalmente en diciembre de 2022, Henry Cavill anunció en sus redes sociales, después de su “regreso” como Superman tras Black Adam, que no volverá definitivamente tras platicar con James Gunn.
El reinicio del DC se llevó a cabo y se estrenara el reboot Supermán (2025), dirigida y escrita por Gunn.